# Уэстон, Элизабет Джейн
Элизабет Джейн Уэстон (англ. Elizabeth Jane Weston; лат. Elisabetha Joanna Westonia; чеш. Alžběta Johana Vestonie; 2 ноября 1581 года, Чиппинг-Нортон, Оксфордшир, Англия — 23 ноября 1612 года, Прага, Богемия) — англо-чешская поэтесса, известная своей неолатинской поэзией.

## Биография
Родилась 2 ноября 1581 года в Чиппинг-Нортоне (Оксфордшир, Англия). Отец неизвестен, мать — Джейн Купер (Jane Cooper). Отчим Эдвард Келли был известным алхимиком и вместе с Джоном Ди служил при дворе Рудольфа II, из-за чего семья переехала в Прагу.
Элизабет бегло говорила, по крайней мере, на пяти языках: чешском, английском, немецком, итальянском и латыни.
В 1603 году она вышла замуж за адвоката Джонаса Лео. У них было семеро детей. В 1612 году Элизабет умерла при родах. Она была похоронена в Костёле святого Томаша в Праге в районе Мала-Страна.

## Творчество
Вестония в основном прославилась своей неолатинской поэзией; её работы были опубликованы, что было исключительным для женщины той эпохи. Полное собрание, выпущенное в двух томах в 1608 году, имело заголовок «Parthenica» (со значением «Девичьи Произведения»). Темы в сборнике варьировали между идиллическими грёзами, одами Рудольфу II (первоначально посланными ему с намерением убедить ссудить денег), одами самой себе и антисемитскими диатрибами.

## Публикации
Сборник её стихов, отредактированный и переведенный Дональдом Чени (Donald Cheney) и Брендой М. Хосингтон (Brenda M. Hosington), был опубликован в 2000 году University of Toronto Press.